# Hoang Anh Attapeu FC
Der Hoang Anh Attapeu Football Club war ein laotischer Fußballverein aus Attapeu.

## Geschichte
Der Verein wurde 2013 gegründet und startete in der Lao Premier League. Eigentümer des Vereins war die Hoang Anh Gia Lai Group. Die erste Saison wurde man Vizemeister. 2014 feierte der Verein die laotische Meisterschaft. Ende 2015 wurde der Verein wieder aufgelöst.

## Erfolge
Lao Premier League
- Meister: 2014
- Vizemeister: 2013

## Stadion
Seine Heimspiele trug der Verein im Attapeu Stadium in Attapeu aus. Das Stadion hat ein Fassungsvermögen von 12.000 Personen.

## Saisonplatzierung
| Saison | Liga               | Liga   | Liga | Liga | Liga | Liga  | Liga   | Liga     | Liga |
| Saison | Liga               | Spiele | S    | U    | N    | Tore  | Punkte | Position |      |
| ------ | ------------------ | ------ | ---- | ---- | ---- | ----- | ------ | -------- | ---- |
| 2013   | Lao Premier League | 14     | 8    | 3    | 3    | 47:13 | 27     | 2.       |      |
| 2014   | Lao Premier League | 18     | 13   | 3    | 2    | 63:29 | 42     | 1.       |      |
| 2015   | Lao Premier League | 20     | 7    | 5    | 8    | 44:47 | 26     | 5.       |      |

## Ehemalige Spieler
| Oudthllat Nammakhod Souksakhone Vongsa Sonevilay Sihavong Chuefong Xiong Thothilath Sibounhuang Khonesavanh Sihavong Chanthaphone Vaenvongsod Phoutthasay Khochalern Lembo Saysana | Bounthavy Sipasong Sisawat Dalavong Phonepaseuth Sysoutham Vilayout Sayyabounsou Sengdao Inthilath Sopha Saysana Phoutdavy Phommasane Armixay Kettavong Soukthavy Soundala | Đặng Văn Lâm Võ Út Cường Kiều Thanh Liêm Olumuyiwa Aganun Khamphoumy Hanvilay Kanlaya Sysomvang Vilayout Sayyabounsou Sengphachan Bounthisanh Tokty Khounthumphone |